# La Chaux-de-Fonds International 1994
Die La Chaux-de-Fonds International 1994 im Badminton fanden vom 11. bis zum 13. Februar 1994 in La Chaux-de-Fonds statt.

## Die Sieger und Platzierten
| Disziplin    | Gold                         | Silber                           | Bronze                           |
| ------------ | ---------------------------- | -------------------------------- | -------------------------------- |
| Herreneinzel | Andrei Antropow              | Henrik Bengtsson                 | Jesper Olsson                    |
| Herreneinzel | Andrei Antropow              | Henrik Bengtsson                 | Rikard Magnusson                 |
| Dameneinzel  | Lotta Andersson              | Katrin Schmidt                   | Karolina Ericsson                |
| Dameneinzel  | Lotta Andersson              | Katrin Schmidt                   | Nicole Grether                   |
| Herrendoppel | Michael Keck Stephan Kuhl    | Markus Keck Michael Helber       | Andrei Antropow Pawel Uwarow     |
| Herrendoppel | Michael Keck Stephan Kuhl    | Markus Keck Michael Helber       | Harald Koch Jürgen Koch          |
| Damendoppel  | Lotta Andersson Margit Borg  | Karen Stechmann Nicole Baldewein | Sheree Jefferson Rhona Robertson |
| Damendoppel  | Lotta Andersson Margit Borg  | Karen Stechmann Nicole Baldewein | Nicole Grether Katrin Schmidt    |
| Mixed        | Michael Keck Karen Stechmann | Jesper Larsen Ann Sandersson     | Jorge Rodríguez Silvia Albrecht  |
| Mixed        | Michael Keck Karen Stechmann | Jesper Larsen Ann Sandersson     | Stephan Kuhl Viola Rathgeber     |